# Meer van de Vierre
Het Meer van de Vierre (Frans: Lac de la Vierre) is een Belgisch stuwmeer op de rivier de Vierre. Het langgerekte meer ligt op het grondgebied van de stad en gemeente Chiny ten zuiden van Suxy en heeft een oppervlakte van 35 hectare (of 0,35 km²).
De bouw van de dam (de Barrage de Suxy of Barrage de la Vierre) werd uitgevoerd tussen 1963 en 1 maart 1965 en kostte 60 miljoen Belgische frank. De stuwdam en het stuwmeer liggen in het woud van Chiny. De kleine hydro-elektrische centrale met een vermogen van 1.976 kWe ligt aan de oevers van de Semois, op 827 meter afstand met een verval van 23,5 meter (of 0,9%). Een hoefijzervormige galerij werd door de rots geboord met een diameter van 2,4 meter. Er wordt een debiet van 10 kubieke meter per seconde van de Vierre afgetapt. De betonnen dam met een lengte van 134 meter heeft een maximale hoogte van 12 meter. Aan het meer kan men sportvissen op karper, graskarper, forel, snoek en zeelt, voorn en baars.